# Tshekedi Khama II
Tshekedi Khama II (Serowe, 9 de junio de 1958) es un político botsuano que ejerció como miembro de la Asamblea Nacional de Botsuana en representación de la circunscripción de Serowe West entre 2008 y 2023. Cuarto y último hijo del primer presidente de Botsuana, Seretse Khama (1966-1980), y hermano menor del cuarto presidente, Ian Khama (2008-2018), Tshekedi fue un miembro importante del Partido Democrático de Botsuana (BDP), fuerza gobernante del país desde la independencia. Sucedió a su hermano como miembro del Parlamento en una elección parcial luego de que este se convirtiera en presidente. Sería reelegido como candidato del BDP en 2009 y 2014. Ocupó además la cartera de Ministro de Medio Ambiente, Conservación, Recursos Naturales y Turismo desde 2012 hasta 2018. Se le consideró una figura influyente en la administración de Khama.
Tras el fin del mandato de su hermano en 2018, este fue sucedido por Mokgweetsi Masisi, quien al poco tiempo encaró un conflicto de poder con los hermanos Khama en el BDP. Fue designado Ministro de Empoderamiento de la Juventud, Deportes y Desarrollo Cultural en el gobierno de Masisi, lo que se vio en gran medida como una degradación. En 2019, los Khama abandonaron el BDP, acusando a Masisi de autoritarismo, y apoyaron el establecimiento del Frente Patriótico de Botsuana. Tshekedi (que fue expulsado de su cargo ministerial como consecuencia de su deserción) se presentó a la reelección como candidato del BPF en 2019, obteniendo la victoria.
En marzo de 2022, Tshekedi, su hermano gemelo Anthony y su esposa, Thea, fueron detenidos por la Dirección de Inteligencia y Seguridad (DIS) por presuntos acuerdos corruptos que involucraban a una empresa de su propiedad, Seleka Springs. Aunque no serían imputados formalmente, Khama y su esposa huyeron a Sudáfrica, uniéndose a Ian Khama en el exilio autoimpuesto después de evadir una citación judicial para responder por la posesión ilegal de un arma de fuego. Khama no retornó al Parlamento luego de que este reanudara sus sesiones presenciales en noviembre de 2022, lo que motivó que en abril de 2023 fuese destituido como parlamentario en virtud de las regulaciones que prevén la vacancia del escaño si su titular se ausenta por más de dos sesiones. El BPF retuvo el escaño en la elección parcial subsiguiente.